# Cameron Dallas
Cameron Alexander Dallas (ur. 8 września 1994 w Chino Hiils) – amerykańska osobowość internetowa, aktor i model, znany głównie z działalności w aplikacji Vine. W 2016 roku został twarzą kampanii marki Calvin Klein. 

## Życiorys

### Dzieciństwo
Dallas urodził się w Chino Hiils w Kalifornii. Jest pół-Szkotem, ma również korzenie meksykańskie i niemieckie.

### Kariera
Dallas rozpoczął swoją karierę we wrześniu 2013 roku, wrzucając swoje filmy do aplikacji Vine, gdzie robił kawały i dowcipy przyjaciołom i rodzinie. W 2014 roku Dallas osiągnął 8,1 mln widzów, zajmując 11. miejsce w rankingu najpopularniejszych kanałów w tej aplikacji. W tym czasie zyskał też 5,22 mln obserwatorów na Twitterze oraz ok. 13,7 mln obserwatorów na Instagramie. W kwietniu 2014 roku dyrektor generalny AwesomenessTV, Brian Robbins, ogłosił, że jest w trakcie tworzenia filmu z Cameronem w obsadzie. Film pod tytułem Expelled ukazał się 12 grudnia tego samego roku.
W kwietniu 2015 roku Cameron Dallas wydał swój debiutancki singiel "She Bad". W maju 2015 roku celebryta zagrał w dwóch odcinkach thrillera American Odyssey. Tego samego roku pojawił się w filmie The Outfield. Produkcja została wydana 10 listopada 2015 roku przez serwis VOD. W listopadzie 2015 roku potwierdzono, że Dallas brał udział w nagraniach do produkcji Neighbors 2: Sority Rising, aczkolwiek sceny z jego udziałem zostały wycięte.
Wystąpił gościnnie w utworze "All I Want Is You" Daniela Skye’a.

## Filmografia

### Film
| Rok  | Film                         | Rola           | Uwagi         |
| ---- | ---------------------------- | -------------- | ------------- |
| 2014 | Expelled                     | Felix' Neill   | główna rola   |
| 2015 | The Frog Kingdom             | Freddy         | głos          |
| 2015 | The Outfield                 | Frankie Payton | główna rola   |
| 2016 | Neighbors 2: Sorority Rising | Sceny wycięte  | Sceny wycięte |

### Telewizja
| Rok  | Film                | Rola        | Uwagi                                |
| ---- | ------------------- | ----------- | ------------------------------------ |
| 2015 | AwesomenessTV       | jako on sam | Odcinek "Kanye: What's In My Murse?" |
| 2015 | Amerykańska Odyseja | jako on sam | Odcinki: "Wingman" i "Beat Feat"     |

## Dyskografia

### Single
| Rok  | Tytuł                   | Najwyższe pozycje na listach przebojów | Najwyższe pozycje na listach przebojów | Najwyższe pozycje na listach przebojów | Album |
| Rok  | Tytuł                   | Nam                                    | Nam R&B/GG                             | Nam Rap                                | Album |
| ---- | ----------------------- | -------------------------------------- | -------------------------------------- | -------------------------------------- | ----- |
| 2015 | "She Bad"               | —                                      | 46                                     | —                                      | —     |
| 2018 | „Why Haven’t I Met You” | —                                      | —                                      | —                                      | —     |

#### Z gościnnym udziałem
| Rok  | Nazwa                                          | Najwyższe pozycje na listach przebojów | Najwyższe pozycje na listach przebojów | Album |
| Rok  | Nazwa                                          | Nam                                    | Nam Pop                                | Album |
| ---- | ---------------------------------------------- | -------------------------------------- | -------------------------------------- | ----- |
| 2015 | "All I Want" (Daniel Skye feat. Cameron Dalla) | —                                      | —                                      | —     |

## Nagrody i nominacje
| Rok  | Nominacja              | Nagroda                                   | Wynik     |
| ---- | ---------------------- | ----------------------------------------- | --------- |
| 2014 | Teen Choice Awards     | Choice Web Star: Male                     | Nominacja |
| 2014 | Teen Choice Awards     | Choice Web: Viner                         | Wygrana   |
| 2015 | Teen Choice Awards     | Choice Web Star: Male                     | Wygrana   |
| 2015 | Teen Choice Awards     | Choice Web: Viner                         | Wygrana   |
| 2016 | People's Choice Awards | Ulubiona gwiazda mediów społecznościowych | Nominacja |
| 2016 | Teen Choice Awards     | Najgorętszy facet                         | Nominacja |
| 2016 | Teen Choice Awards     | Choice Web Star: Male                     | Nominacja |
| 2016 | Teen Choice Awards     | Król mediów społecznościowych             | Wygrana   |